# Испанский эскудо
Испа́нский эску́до (исп. Escudo español) — денежная единица Испании с 1864 по 1869 год. В XVI—XIX веках эскудо — также золотая монета Испании (см. «Испанский золотой эскудо»).

## Этимология и предыстория

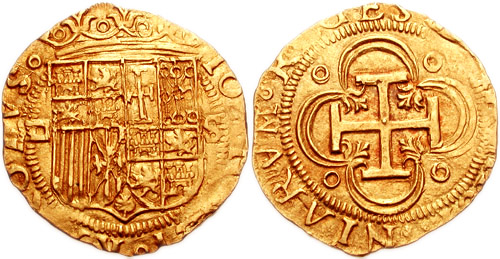
Эскудо Хуаны I и Карла V, чеканенный в Барселоне

В переводе с испанского и португальского языков escudo означает «щит», «герб», «гербовый щит» (от лат. scutum), который являлся традиционным элементом оформления почти всех монет, носивших это название. Впервые эскудо был выпущен в Барселоне в 1535 году, из золотой марки (230 г) 917 пробы чеканили 68 эскудо. Таким образом, монета была отчеканена из золота, весила 3,38 грамма и равнялась 350 мараведи. На аверсе монет был помещён гербовый щит, на реверсе — крест. Первые отчеканенные монеты использовались для оплаты расходов тунисской экспедиции. В правление короля Филиппа II эскудо стал основной золотой монетой Испании.
В различное время выпускались монеты в ½ (эскудильо), 1, 2, 4 и 8 эскудо. Наибольшую популярность как в Испании, так и за её пределами получили монеты, кратные двум эскудо — дублоны. В середине XIX века в Испании была введена десятичная денежная система, основанная на реале, равном 100 сентимо реала (исп. céntimo de real, дословно «сотая часть реала»), и эскудо временно утратил роль основной денежной единицы.

## Серебряный эскудо
В 1864 году в Испании была введена новая денежная единица — серебряный эскудо, который равнялся 10 счётным реалам или 100 сентимо эскудо (исп. céntimo de escudo). Целью новой реформы была унификация денежной системы и подготовка к присоединению к Латинскому валютному союзу.
| №  | Номинал    | Название            | Металл  | Проба | Вес   | Диаметр | Годы чеканки | Монетный двор |
| -- | ---------- | ------------------- | ------- | ----- | ----- | ------- | ------------ | ------------- |
| 1  | 10 эскудо  | Дублон де Исабель   | золото  | 900   | 8,35  | 22      | 1865 — 1868  | M S           |
| 2  | 4 эскудо   | Дублон в 4 эскудо   | золото  | 900   | 3,34  | 18      | 1865 — 1868  | M S           |
| 3  | 2 эскудо   | Дублон в 2 эскудо   | золото  | 900   | 1,67  | 16      | 1865 — 1868  | M             |
| 4  | 2 эскудо   | Дуро (20 реалов)    | серебро | 900   | 26,00 | 37      | 1864 — 1868  | M             |
| 5  | 1 эскудо   | Эскудо (10 реалов)  | серебро | 900   | 13    | 30      | 1864 — 1868  | M             |
| 6  | 40 сентимо | Песета (4 реала)    | серебро | 810   | 5,20  | 23      | 1864 — 1868  | B M S         |
| 7  | 20 сентимо | Полпесеты (2 реала) | серебро | 810   | 2,60  | 18      | 1865 — 1868  | M S           |
| 8  | 10 сентимо | Реал                | серебро | 810   | 1,30  | 15      | 1865 — 1868  | M S           |
| 9  | 5 сентимо  | Полреала            | медь    |       | 12,5  | 32      | 1865 — 1868  | B M J Sg S    |
| 10 | 2½ сентимо | Куартильо           | медь    |       | 6,25  | 25      | 1865 — 1868  | B M J Sg S    |
| 11 | 1 сентимо  | Десимо              | медь    |       | 2,5   | 18      | 1864 — 1868  | B M J Sg S    |
| 12 | ½ сентимо  | Полдесимо           | медь    |       | 1,25  | 16      | 1864 — 1868  | B M J Sg S    |

M — Мадрид; S — Севилья; B — Барселона; Sg — Сеговия; J — Хубия
На аверсе монет помещался портрет королевы Изабеллы II, на реверсе традиционный для эскудо гербовый щит.

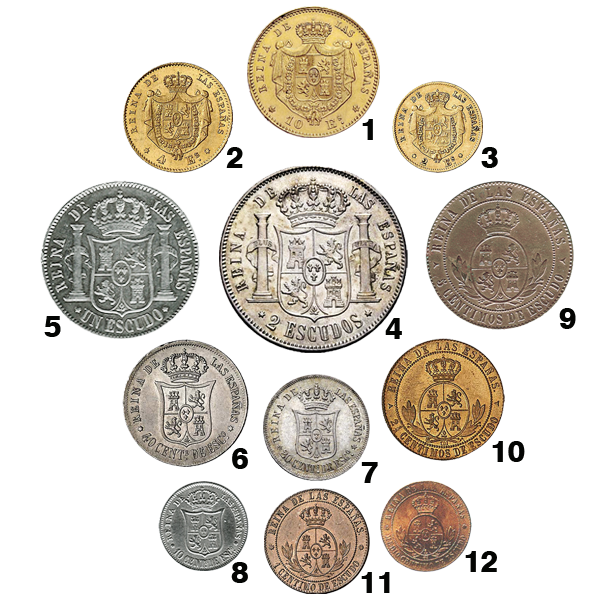
Реверсы монет серебряного эскудо

В 1869 году эскудо был заменён на песету в соотношении 1 эскудо = 2½ песеты.